# Regije Engleske
Engleske regije (eng. Regions of England) su najveće upravne jedinice u Engleskoj. Dok je Velika Britanija bila članica Europske unije, bila su definirana područja (izborne jedinice) za potrebe izbora za Europski parlament.

Eurostat ih je također koristio za razgraničenje regija Nomenklature teritorijalnih jedinica za statistiku (Nomenclature of Territorial Units for Statistics) (NUTS) ("NUTS 1 regije") unutar Europske unije.

Nakon što je Velika Britanija izglasala Brexit na referendumu 2016. godine, regije NUTS-a smanjile su važnost. Do 2021. godine (datum definitivnog razlaza je stupio na snagu 1. siječnja 2021.), korištenje regija NUTS-a u svojoj cjelini postat će neslužbeno s britanskim regulatorima koji su odlučili da će usvojiti ili stvoriti novu statističku podjelu Engleske.

Regije općenito slijede granice bivših standardnih regija uspostavljenih četrdesetih godina u statističke svrhe. Vijeća regija su imenovana i nemaju značajnije ovlasti osim regije London koja ima izabrano vijeće koje dijeli vlast s gradonačelnikom Londona.
 
Svaka regija se sastoji od nekoliko metropolitanskih i nemetropolitanskih grofovija. 
Plan je bio da se izabranim vijećima regija daju značajne ovlasti. Na referendumu 1998. građani Londona su odlučili da žele vijeće koje će zajedno s gradonačelnikom činiti vlast u regiji Veliki London. Godine 2004. u regiji Sjeveroistok je održan referendum, ali su građani odbili mogućnost osnivanja regionalnog vijeća. Nakon toga odustalo se od planiranih referenduma u drugim regijama. Imenovana vijeća regija bi trebala prestati postojati do 2010. godine, a njihove ovlasti bi se trebale prebaciti na niže jedinice lokalne uprave.
Od 2011. u nekim gradskim regijama uvedene su kombinirane uprave, sa sličnim odgovornostima kao nekadašnje regionalne komore (i u nekim slučajevima, zamjenom odbora čelnika regionalnih lokalnih vlasti u manjem opsegu), ali koje također dobivaju dodatne delegirane funkcije od središnje vlade koja se odnosi na promet i ekonomsku politiku.
Agencije za regionalni razvoj bile su javna tijela osnovana u svih devet regija 1998. godine radi promicanja gospodarskog razvoja. Imali su određene delegirane funkcije, uključujući upravljanje fondovima za regionalni razvoj Europske unije, a financije su dobivali i od središnje vlade. One su ukinute 2012. godine, a statutarne funkcije vraćale su se lokalnim vlastima i središnjoj vladi.
 
Međutim, dobrovoljno su uspostavljena partnerstva lokalnih poduzeća manjih razmjera radi preuzimanja nekih funkcija u vezi s koordinacijom ekonomskih prioriteta i razvoja.

## Regije Engleske:
| Naziv                   | Stanovništvo 2019. | Površina    | Gustoća naseljenosti | Najveće urbano područje                |
| ----------------------- | ------------------ | ----------- | -------------------- | -------------------------------------- |
| Jugoistočna Engleska    | 9 180 135          | 19 072 km2  | 481/km2              | Južni Hampshire                        |
| London                  | 8 961 989          | 1572 km2    | 5701/km2             | Izgrađeno područje Velikog Londona     |
| Sjeverozapadna Engleska | 7 341 196          | 14 108 km2  | 520/km2              | Izgrađeno područje Velikog Manchestera |
| Istočna Engleska        | 6 236 072          | 19 116 km2  | 326/km2              | Urbano područje Southenda              |
| Zapadni Midlands        | 5 934 037          | 12 998 km2  | 457/km2              | Konurbacija Zapadnog Midlandsa         |
| Jugozapadna Engleska    | 5 624 696          | 23 836 km2  | 236/km2              | Izgrađeno područje Bristola            |
| Yorkshire i Humber      | 5 502 967          | 15 405 km2  | 357/km2              | Izgrađeno područje Zapadnog Yorkshirea |
| Istočni Midlands        | 4 835 928          | 15 625 km2  | 309/km2              | Urbano područje Nottingham             |
| Sjeveroistočna Engleska | 2 669 941          | 8 579 km2   | 311/km2              | Tyneside                               |
| Engleska                | 56 286 961         | 130 311 km2 | 432/km2              | London                                 |